# Шталаг 322

Шталаг 322 (нем. Stalag 322) – немецкий лагерь для военнопленных, действовавший в 1941-1944 годах на севере Норвегии.
Лагерь был создан в июле 1941 года в нескольких километрах к юго-востоку от Киркенеса. К концу 1941 года в нём размещалось около 1300 советских военнопленных, захваченных в ходе боевых действия на Севере. Поскольку война в Заполярье приняла позиционный характер, и, как следствие, количество пленных было невелико, то в 1942 году в лагерь стали поступать советские солдаты, попавшие в плен на других участках Восточного фронта, в том числе и на Украине.
Военнопленные были заняты на строительстве дорог, лесопильных работах и пр. Филиалы лагеря располагались и в других местах: Лиинахамари, Парккина, Неллимё, Ивало и пр. Осенью 1944 года в связи с наступлением советских войск лагерь был переведён в Альту и переподчинён располагавшемуся там Шталагу 330.
После войны останки примерно 500 военнопленных, погибших в шталаге, были перезахоронены на братском кладбище на острове Хьётта.

## Численность военнопленных в 1941 г.
| Дата       | Численность |
| ---------- | ----------- |
| 06.08.1941 | 233         |
| 25.09.1941 | 967         |
| 21.10.1941 | 1046        |
| 26.11.1941 | 1283        |
| 31.12.1941 | 1290        |